# Iota2 Fornacis
Título a ser usado para criar uma ligação interna é Iota2 Fornacis.
Iota2 Fornacis (37 Fornacis) é uma estrela na direção da constelação de Fornax. Possui uma ascensão reta de 02h 38m 18.60s e uma declinação de −30° 11′ 38.0″. Sua magnitude aparente é igual a 5.84. Considerando sua distância de 116 anos-luz em relação à Terra, sua magnitude absoluta é igual a 3.08. Pertence à classe espectral F5V.